# Gülsüm Kav
Gülsüm Kav (ur. 1971 w Amasya) – turecka feministyczna aktywistka, pisarka i lekarka, jedna z założycielek organizacji Kadın Cinayetlerini Durduracağız Platformu (KCDP), która działa na rzecz podnoszenia świadomości o przemocy ze względu na płeć w Turcji i prowadzi kampanie na rzecz rodzin ofiar kobietobójstwa.  

## Życiorys
W 1996 ukończyła Wydział Medycyny Uniwersytetu Anadolu w Eskişehirze, a w 2002 roku uzyskała stanowisko specjalistki w Katedrze Etyki Lekarskiej na Wydziale Medycznym Uniwersytetu Stambulskiego. Karierę zawodową rozpoczęła jako specjalistka w zakresie etyki medycznej, a następnie pracowała jako specjalistka ds. praw pacjentów w Dyrekcji Regionalnej Stambułu. Od 2012 jest specjalistką w Szpitalu Szkoleniowo-Badawczym Şişli Etfal.
Miała również doświadczenie pracy w Komisji Praw Człowieka w Ankarze oraz w różnych organizacjach medycznych, takich jak: Forum Izby Lekarskiej w Stambule, Forum Lekarskie, Komitet Ginekologii, Komitet Etyki i Reprezentacja Oddziału Medycyny Kobiecej TTB w Stambule.

### Aktywizm
Jest główną przedstawicielką powstałej w 2010 organizacji KCDP, której celem jest walka z przemocą wobec kobiet oraz promowanie równości płci. W 2014 została wybrana do Zarządu Wykonawczego koalicji partyjnej Birleşik Haziran Hareketi (BHH). Regularnie występuje w mediach, poruszając temat przemocy wobec kobiet w Turcji. Jest również pisarką i felietonistką, publikującą m.in. dla Yarın Haber. 
W 2020 wydała książkę Yaşasın Kadınlar. Türkiye’de Kadın Cinayetleri Gerçeği ve Çözüm Yolları, w której omawiała problem kobietobójstwa w Turcji.
W 2020 Gülsüm Kav znalazła się na liście 100 kobiet BBC.